# Göd
Göd je mesto na Madžarskem, ki upravno spada v podregijo Dunakeszi Županije Pešta.